# Purdy (Missouri)
Purdy – miasto w Stanach Zjednoczonych, w stanie Missouri, w hrabstwie Barry.